# Первый, последний
Первый, последний (фр. Les premiers, les derniers) — франко-бельгийский фильм 2016 года, поставленный режиссёром Були Ланнерс. Лента участвовала в программе Панорама 66-го Берлинского международного кинофестиваля.
В 2017 году фильма был номинирован в 8-ми категориях на получение бельгийской национальной кинопремии «Магритт» за 2016, в 5 из которых он получил награды, в частности, как лучший фильм и за лучшую режиссёрскую работу.

## Сюжет
Жилу и Коши, двое охотников за головами были наняты, чтобы найти смартфон, содержащий клеветническую информацию на его владельца. Поиски приводят их в отдаленный маленький городок в Бельгии, где их пути пересекаются с Эстер и Вилли, молодой парой инвалидов, которая, как кажется, пытается чего-то избежать…

## В ролях
| Актёр            | Роль  |
| ---------------- | ----- |
| Були Ланнерс     | Жилу  |
| Альбер Дюпонтель | Коши  |
| Сюзанн Клеман    | Клара |
| Давид Муржиа     | Вилли |
| Орор Брутен      | Эстер |